# Bergeronnette lugubre
Motacilla alba lugens
Sous-espèce
Statut de conservation UICN

 LC  : Préoccupation mineure
La Bergeronnette lugubre (Motacilla alba lugens anciennement Motacilla lugens) ou Bergeronnette à dos noir n'est désormais plus considérée comme une espèce, mais comme une sous-espèce de la Bergeronnette grise. Elle est présente en Australie et en Asie, par exemple, à Kamtchatka ou au sud-est de la Chine.

## Description
La couleur du plumage de la bergeronnette lugubre, qui est blanc, noir et gris, varie en fonction de la saison. En effet, le mâle et la femelle ont le plumage du dos qui devient gris en hiver. En ce qui concerne les jeunes, leur plumage est davantage marron-gris.
Le nid de la bergeronnette lugubre se trouve souvent au sol, proche de l'eau, sur les rives de la mer ou d'une rivière. Il est abondamment garni de feuilles à l'extérieur et tapissé de poils de cerfs ou de rennes. Le diamètre du nid est de 14 cm.
Elle pond ses œufs fin mai. La couleur des œufs varie. Ils sont est légèrement gris ou blanc bleuté, tachetés de gris ou brun, soulignés de marques grises plus ou moins distinctes avec quelques traits marron foncé rappelant un poil. Parfois, les œufs peuvent être blancs. La période d'incubation des œufs est de 12 à 14 jours.

## Comportement
Les bergeronnettes lugubres sont des oiseaux migrateurs, qui migrent au printemps puis en automne. 
Elles bougent leur queue d'un incessant mouvement montant et descendant qui est une de ses plus remarquables caractéristiques. Ce sont des oiseaux terrestres, qui se perchent sur les bâtiments, les barrières, mais moins librement sur les arbres. Les bergeronnettes lugubres courent et marchent beaucoup au sol.
Leur nourriture se compose principalement d'insectes trouvés sur le sol, principalement des diptères. Les bergeronnettes lugubres peuvent aussi se nourrir d'araignées, de mouches ou encore d'escargots. Les deux parents nourrissent les jeunes.
Elles sont attirées par la proximité de l'eau : mares, lacs, rivières. Elles aiment aussi les terrains agricoles pour leurs vers et leurs larves.

### Cri
Le cri de la bergeronnette lugubre, décrit comme « tschizzik », se compose d'une note principale assez enjouée. Cette bergeronnette chante en vol ou une fois posée.

### Ennemis
Les ennemis de la bergeronnette lugubre sont d'autres oiseaux comme les faucons, mais aussi les rats, les chats domestiques, les belettes. Le coucou fait aussi régulièrement ses œufs dans le nid de la bergeronnette lugubre, où il finit par chasser les autres petits du nid.